# 秋のソナタ
『秋のソナタ』（あきのソナタ、スウェーデン語: Höstsonaten、英語: Autumn Sonata）は、1978年のスウェーデン映画。イングリッド・バーグマンの最後の映画作品。ゴールデングローブ賞 外国語映画賞受賞、アカデミー外国語映画賞ノミネート。
スウェーデン映画であるが、イングマール・ベルイマンが税金問題から逃れていたため、ノルウェーで撮影された。
2012年にデジタルリマスター版が公開された。

## ストーリー
ノルウェーの美しい田園地方の牧師館で、夫と静かに暮らすエヴァは、7年も会っていない母のシャルロッテを自宅に招くために、手紙を書いた。
老いても美しく華やかなシャルロッテは、今も世界を飛び回る現役のピアニストだ。高級車を運転して牧師館に到着したシャルロッテと、笑顔で抱き合うエヴァ。だが、登場人物たちは、お互いを観察し、その心情を探り合う。エヴァもシャルロッテも、温厚な牧師の夫も、皆が心の中に満たされない思いを抱えているのだ。エヴァの望みは家族の幸せだが、絵に描いたように幸せな家族など、この世に存在するだろうか。
シャルロッテは、この家に、もう一人の娘レナが同居していると聞いて動揺した。進行性の麻痺の病気で寝たきりのレナは長く療養所に入っていたが、母親のシャルロッテは見舞いに行かず、退院にも気づいていなかったのだ。
嬉しそうに母と対面するレナ。だが、不自由な彼女にも、母に言えない隠し事があった。生き続けていれば誰にでも、身勝手なエゴや秘密が付きまとうものなのだ。
その夜、シャルロッテと二人きりで語り合うエヴァ。酒を飲んだエヴァは、酔いに任せて娘時代の鬱積をぶちまけ始めた。暇な時だけ過剰に干渉する母に苦しみつつ、嫌われまいとびくびくして暮らしたと、初めて本音で話し、母を責めるエヴァ。自分も苦しんだと激しく反論するシャルロッテ。激高したエヴァは、母の恋人が犯した昔の秘密の過ちまで暴露してシャルロッテを傷つけた。
二階から必死に母を呼ぶレナの声にも気づかぬまま、シャルロッテは翌日、早々に牧師館を後にした。
数日後、すっかり落ち着いた様子のエヴァは、母宛に許しを請う手紙を書くのだった。

## キャスト
- イングリッド・バーグマン
- リヴ・ウルマン
- レナ・ニマン
- グンナール・ビョルンストランド
- エルランド・ヨセフソン